# HMS Roberts (F40)
«Робертс» (англ. HMS Roberts (F40) — військовий корабель, монітор типу «Робертс» Королівського військово-морського флоту Великої Британії.